# 竇軌
竇軌（？—630年），字士則，扶风郡平陵县（今陕西省咸阳市秦都区）人，祖籍河南郡洛阳县（今河南省洛阳市东），隋朝、唐朝官员。

## 生平
北周雍州牧、酇国公窦恭之子，隋朝大業年間，竇軌为資陽郡東曹掾，後弃官。617年、李淵起兵，集千人至長春宮迎李淵，平定長安，封赞皇县公、大丞相諮議参軍。
稽胡五万人攻撃宜君，竇軌討伐稽胡，竇軌軍大勝。618年，任太子詹事。竇軌任秦州总管，抵御薛举，進封酇国公。620年、任益州道行台左僕射，击败入侵松州的党項、吐谷渾。与秦王李世民攻打洛陽王世充。621年，回益州。竇軌为人严厉，多杀戮。
竇軌与益州行台尚書韋雲起不合。626年，玄武门之变後，李建成被殺，竇軌说韋雲起是李建成同党，杀了他，竇軌任益州都督，食邑六百户。
627年，召回京任右衛大将軍。628年，为洛州都督。竇軌奨励農業，恢复洛阳生产。630年，竇軌去世，朝廷赠予并州都督，谥号肃。

## 其他
窦轨刚强严峻，喜欢杀人。做益州行台仆射，杀死了许多将士，并且杀害了行台尚书韦云起。贞观二年，窦轨在洛阳病得厉害，忽然说：“有人给我送瓜来。”左右的人告诉他说：“冬月没有瓜。”窦轨说：“确实是一盘好瓜，为什么说没有呢？”不一会窦轨又惊恐地看着说：“不是瓜，都是人头。”窦轨说：“是和我索命来了。”又说：“快扶我起来见韦尚书。”说完就死了。

## 家庭

### 兄弟
- 窦琮，唐朝晋州总管、谯敬公

### 夫人
- 京兆李氏，隋朝兵部尚书、万安郡公李圆通之女，唐朝上柱国、义安王李孝常妹妹[4]

### 子女
- 竇奉節，唐朝左卫将军、秦州都督、酂国公

## 延伸阅读
[在维基数据编辑]
 《舊唐書·卷61》，出自刘昫《舊唐書》
 《新唐書·卷095》，出自《新唐書》